# Purim
Purim (heb.: פורים Pûrîm, od akad. pūru „kocka“ u smislu igara na sreću) blagdan je u židovstvu koji podsjeća na izbavljenje Židova koji su bili u opasnosti istrebljenja u Perziji kada je perzijski vladar Kserkso odobrio zator Židova što je zapisano u Knjizi o Esteri u Starom zavjetu. Održava se u rano proljeće, a popraćen je svojevrsnim karnevalom.